# کشور آخرین‌ها
کشور آخرین‌ها (به انگلیسی: In the Country of Last Things) رمانی پادآرمانشهری از پل استر است. این رمان در سال ۱۹۸۷ منتشر شده‌است.
کشور آخرین‌ها در ایران با ترجمه خجسته کیهان و توسط نشر افق منتشر شده‌است.

## خلاصه داستان
کشور آخرین‌ها یکی از رمان‌های برجسته پل استر است که به زندگی دختر جوانی به نام آنا بلوم می‌پردازد که در جستجوی برادر گم‌شده‌اش به شهری ناشناس سفر می‌کند شهری که منبع سوختش مدفوع و اجساد انسان‌هاست و پس از مدتی مأیوس از یافتن برادر، بی‌پول و بی‌خانمان در شهری مصیبت زده روزگار را سپری می‌کند. او برای فرار از بی‌خانمانی دعوت پیرزنی ناشناس را می‌پذیرد ولی با شوهر شرور و متجاوز او روبرو می‌شود و حلقه‌های مصیبت یکی پس از دیگری تکرار می‌شوند. خواننده با واقعیت‌ها و رویدادهائی رو برو می‌شود که پایانی ندارند و خطی را که ترسیم می‌کنند به نقطه آغاز برمی گردد.
شخصیت‌های این رمان آدم‌هائی هستند که همه چیز خود را از دست می‌دهند. در کشور آخرین‌ها فرآیند ویرانی به همه چیز رنگ نیستی می‌زند و واکنش شخصیت‌ها در برابر شرایط طاقت فرسا کاملاً غیرعادی است.

## اقتباس سینمایی
در سال ۲۰۰۸ از این رمان اقتباسی سینمایی در آرژانتین به کارگردانی آلخاندرو چومسکی ساخته شد.